# Platja del Port de Sagunt
La Platja del Port de Sagunt està ubicada a l'est d'aquesta localitat valenciana del Camp de Morvedre, protegida per les instal·lacions portuàries del vent de migjorn. És d'arena fina, amb zones de dunes fixades per canyissos i vegetació.
Compta amb diversos serveis, entre els quals hi ha l'accés per a minusvàlids i possibilitat d'esports nàutics.